# Ceracis nigricans
Ceracis nigricans là một loài bọ cánh cứng trong họ Ciidae. Loài này được Fauvel miêu tả khoa học năm 1904.